# Mia Santoromito
Mia Santoromito, född 29 mars 1985 i Sydney, är en australisk vattenpolospelare. Hon är syster till Jenna Santoromito.
Santoromito ingick i Australiens damlandslag i vattenpolo i OS-turneringen 2008 där Australien tog brons. Hon gjorde två mål i turneringen. Yngre systern Jenna var med i samma OS-trupp.
Mia Santoromito tog VM-silver i samband med världsmästerskapen i simsport 2007 i Melbourne.